# Octamethylcyclotetrasiloxan
Octamethylcyclotetrasiloxan (D4) ist eine farblose Flüssigkeit mit schwachem Geruch. Es gehört zur Gruppe Organosiliciumverbindungen, d. h., es ist eine organische Verbindung, bei der die Siliciumatome direkt an Kohlenstoffatome gebunden sind.

## Verwendung
Octamethylcyclotetrasiloxan wird beispielsweise als Ausgangsstoff für die basisch oder sauer katalysierte Ringöffnungspolymerisation, für die Herstellung von Gummi, Fahrzeugpflegeprodukten, Entschäumern und in Abdichtungen verwendet.
Weiterhin wird es in der NMR-Spektroskopie als Referenzsubstanz verwendet.
Als einer der Bestandteile eines Stoffgemisches, das unter dem Handelsnamen Cyclomethicon (oder Cyclemeticon) bekannt ist, findet es Verwendung in Anti-Kopflausmitteln als Trägermittel des Wirkstoffes Dimeticon.
Weiteres Einsatzgebiet ist die Hydrophobierung von pyrogener Kieselsäure (Aerosil D4).
Der Verbrauch lag in Schweden zwischen 1999 und 2003 bei 5–50 t/Jahr. Im bzw. in den EWR werden jährlich 100 000 bis 1 000 000 Tonnen Octamethylcyclotetrasiloxan hergestellt bzw. importiert.
D4 ist eine der wenigen bekannten Verbindungen, die bei ihrer Polymerisation eine Floor-Temperatur aufweisen.

## Regulierung
Octamethylcyclotetrasiloxan erfüllt die Kriterien für die Identifizierung persistenter, bioakkumulierbarer und toxischer Stoffe sowie sehr persistenter und sehr bioakkumulierbarer Stoffe.
Im EWR dürfen seit dem 31. Januar 2020 keine abwaschbaren kosmetischen Mittel mit einer Octamethylcyclotetrasiloxan-Konzentration von 0,1 Gewichtsprozent oder höher in Verkehr gebracht werden. Ab dem 6. Juni 2026 darf D4 generell nicht mehr eingesetzt werden, mit Ausnahmen und Übergangsfristen für gewisse Anwendungen, u. a. für die Herstellung von Siliconpolymeren.